# Tanacetum parthenium
Tanacetum parthenium, também conhecida popularmente como tanaceto, crisântemo-de-jardim, matricária, artemísia dos prados, rainha das ervas ou amargosa, é uma espécie de planta com flor pertencente à família Asteraceae.  A autoridade científica da espécie é (L.) Sch.Bip., tendo sido incluída em Ueber die Tanaceteen: mit besonderer Berücksichtigung der deutschen Arten (1844), livro do médico e botânico alemão Carl Heinrich Schultz (também referido como Bipontinus).
É nativa da Eurásia, especificamente dos Bálcãs, Anatólia e Cáucaso, mas seu cultivo se difundiu amplamente pelo resto da Europa e em todo mundo, especialmente na América do Norte e no Chile.  A espécie não se encontra protegida por legislação portuguesa ou da União Europeia.
Tanacetum parthenium é conhecida por suas propriedades anti-inflamatórias, sendo também usada para combater as migrâneas (enxaquecas).